# سیارک ۴۹۸۸
سیارک ۴۹۸۸ (به انگلیسی: 4988 Chushuho، نامگذاری:1980VU1) چهار هزار و نهصد و هشتاد و هشتمین سیارک کشف شده‌است که در ۶ نوامبر ۱۹۸۰ کشف شد.
قدر مطلق سیارک برابر ۲۲٫۴ است.